# Prondinas
Prondines és un municipi francès situat al departament del Puèi Domat i a la regió d'Alvèrnia-Roine-Alps. L'any 2007 tenia 249 habitants.

## Demografia

### Població
El 2007 la població de fet de Prondines era de 249 persones. Hi havia 112 famílies de les quals 44 eren unipersonals (28 homes vivint sols i 16 dones vivint soles), 32 parelles sense fills, 28 parelles amb fills i 8 famílies monoparentals amb fills.
La població ha evolucionat segons el següent gràfic:
Habitants censats

### Habitatges
El 2007 hi havia 188 habitatges, 115 eren l'habitatge principal de la família, 48 eren segones residències i 25 estaven desocupats. 175 eren cases i 13 eren apartaments. Dels 115 habitatges principals, 98 estaven ocupats pels seus propietaris, 13 estaven llogats i ocupats pels llogaters i 4 estaven cedits a títol gratuït; 4 tenien dues cambres, 15 en tenien tres, 24 en tenien quatre i 72 en tenien cinc o més. 83 habitatges disposaven pel capbaix d'una plaça de pàrquing. A 62 habitatges hi havia un automòbil i a 39 n'hi havia dos o més.

### Piràmide de població
La piràmide de població per edats i sexe el 2009 era:
| Homes | Edats   | Dones |
| ----- | ------- | ----- |
| 0     | 95 o +  | 1     |
| 1     | 90 a 94 | 1     |
| 3     | 85 a 89 | 7     |
| 4     | 80 a 84 | 2     |
| 17    | 75 a 79 | 12    |
| 5     | 70 a 74 | 15    |
| 10    | 65 a 69 | 11    |
| 7     | 60 a 64 | 6     |
| 7     | 55 a 59 | 9     |
| 8     | 50 a 54 | 12    |
| 16    | 45 a 49 | 8     |
| 8     | 40 a 44 | 7     |
| 6     | 35 a 39 | 10    |
| 15    | 30 a 34 | 3     |
| 7     | 25 a 29 | 10    |
| 2     | 20 a 24 | 3     |
| 6     | 15 a 19 | 9     |
| 6     | 10 a 14 | 5     |
| 3     | 5 a 9   | 6     |
| 1     | 0 a 4   | 3     |

## Economia
El 2007 la població en edat de treballar era de 150 persones, 111 eren actives i 39 eren inactives. De les 111 persones actives 98 estaven ocupades (54 homes i 44 dones) i 13 estaven aturades (9 homes i 4 dones). De les 39 persones inactives 24 estaven jubilades, 6 estaven estudiant i 9 estaven classificades com a «altres inactius».

### Ingressos
El 2009 a Prondines hi havia 118 unitats fiscals que integraven 275 persones, la mediana anual d'ingressos fiscals per persona era de 12.639 €.

### Activitats econòmiques
Dels 13 establiments que hi havia el 2007, 1 era d'una empresa extractiva, 1 d'una empresa alimentària, 4 d'empreses de construcció, 1 d'una empresa de comerç i reparació d'automòbils, 3 d'empreses d'hostatgeria i restauració, 1 d'una empresa immobiliària, 1 d'una empresa de serveis i 1 d'una empresa classificada com a «altres activitats de serveis».
Dels 6 establiments de servei als particulars que hi havia el 2009, 1 era un paleta, 2 fusteries, 1 empresa de construcció, 1 perruqueria i 1 restaurant.
L'únic establiment comercial que hi havia el 2009 era una fleca.
L'any 2000 a Prondines hi havia 38 explotacions agrícoles que ocupaven un total de 1.380 hectàrees.

## Poblacions més properes
El següent diagrama mostra les poblacions més properes.